# Tim Armacost

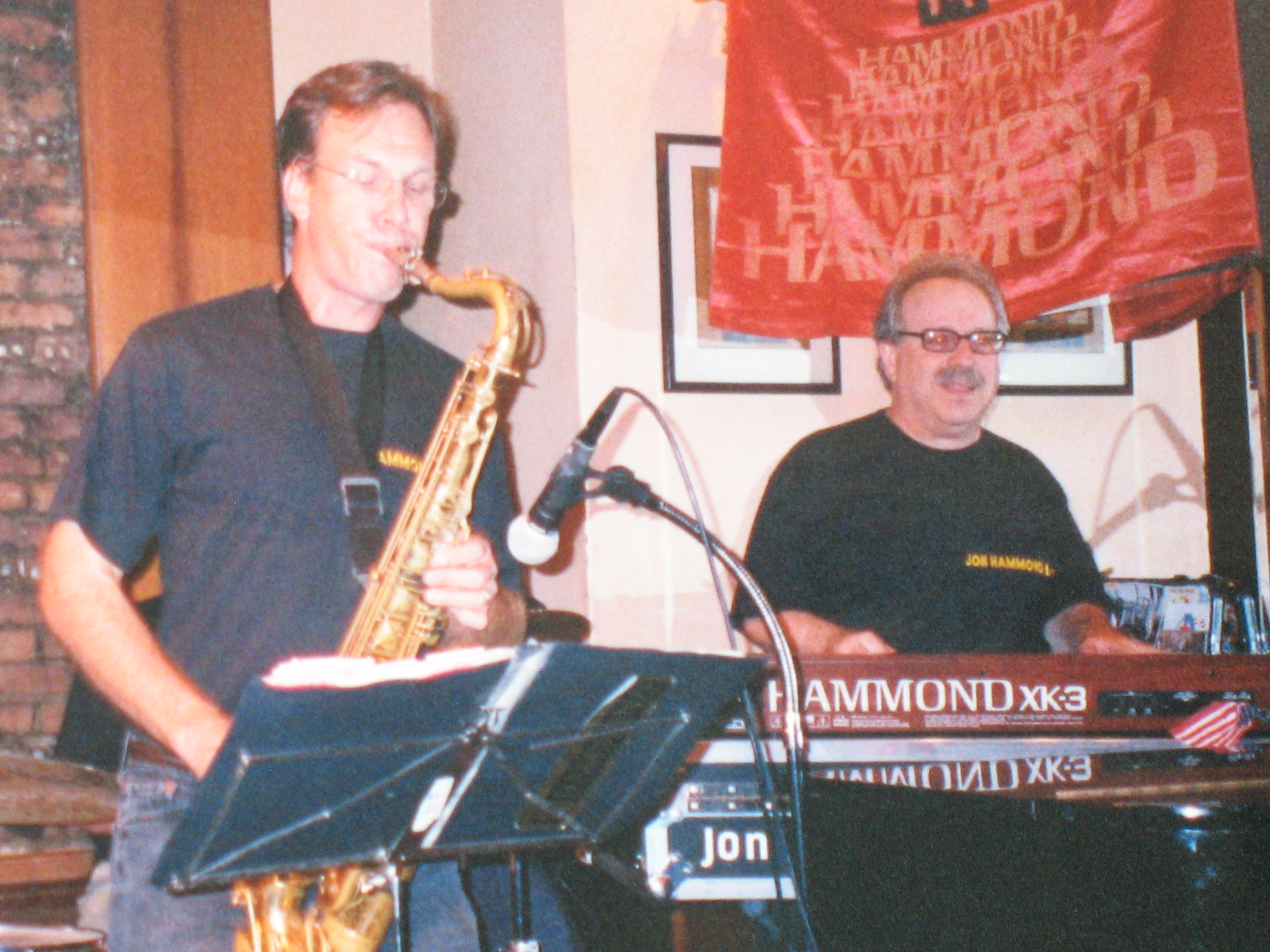
Tim Armacost mit dem Organisten Jon Hammond (2008)

Tim Armacost (* 8. Dezember 1962) ist ein US-amerikanischer Jazzmusiker (Tenorsaxophon, Sopransaxophon, Komposition), der sich „der Traditionspflege der tonal gebundenen Improvisation“ widmet.

## Leben und Wirken
Armacost wuchs in Tokyo und Washington D.C. auf; mit acht Jahren lernte er zunächst Klarinette, bevor er mit 16 Jahren in seiner Zeit in Washington zum Tenorsaxophon wechselte und in Bigbands spielte. Mit 18 Jahren zog er nach Los Angeles, wo er mit Bobby Bradford und Charlie Shoemake auftrat. Nach seinem Abschluss („magna cum laude“) am Pomona College zog er nach Amsterdam und war von dort aus sieben Jahre in Europa tätig, wo er auch unterrichtete und ab 1986 an Aufnahmen beteiligt war, u. a. mit Rob van den Broeck, Klaus Ignatzek, Rick Hollander, Walter Lang und Hendrik Meurkens (Sambahia, Concord 1990). Anschließend lebte er mehrere Jahre in Indien, wo er Tabla lernte und sich mit klassischer indischer Musik beschäftigte und mit indischen Jazzmusikern auf dem Bombay International Jazz Festival spielte.
Im Jahr 1993 zog Armacost nach New York und nahm sein Debütalbum Fire (Concord Jazz) auf, mit Kenny Barron, Gerald Cannon und Billy Hart bzw. Shingo Okudaira, gefolgt von einem Livemitschnitt (Live at Smalls) mit dem Gastsolisten Tom Harrell. Ferner gehörte er der Formation Ugetsu an (mit Peter Tuscher, Adrian Mears, Bernhard Pichl, Martin Zenker, Dejan Terzic), mit der in Europa mehrere Alben entstanden. In dieser Zeit arbeitete er außerdem mit Kenny Barron, Roy Hargrove, der David Murray Big Band, Maria Schneider Orchestra, Randy Brecker, Al Foster, Jimmy Cobb, Victor Lewis, Peter Erskine, Don Friedman und Joris Teepe. In den 2010er-Jahren gehörte er außerdem dem New York Standards Quartet an und war Co-Leader der Brooklyn Big Band, für die er komponiert und arrangiert. Mit Mike Rodriguez und Yutaka Shiina entstand Future Swing (2015). 2018 wirkte er bei David Berkmans Album Six of One mit. Im Bereich des Jazz war er zwischen 1986 und 2019 an 55 Aufnahmesessions beteiligt.
Armacost komponierte für Wynton Marsalis und das Jazz at Lincoln Center Orchestra. Ferner unterrichtete er an den Jamey Aebersold und Stanford Summer Jazz Workshops, am Queens College in New York City und als Gastdozent an Universitäten in den USA, Japan und Europa.

## Diskographische Hinweise
- Live at Smalls (Double-Time Records, 1998), mit Tom Harrell, Jonny King, Gerald Cannon, Shingo Okudaira
- The Wishing Well (Double-Time Records,  2000), mit Bruce Barth, Ray Drummond, Billy Hart
- Brightly Dark (Satchmo Jazz Records, 2001) dto.
- Craig Bailey, Tim Armacost & Brooklyn Big Band: Live at Sweet Rythm (Candid Productions Ltd., 2009)
- New York Standards Quartet: Unstandard (Challenge, 2010), mit David Berkman, Yosuke Inoue, Gene Jackson
- New York Standards Quartet: The New Straight Ahead (Whirlwind, 2013), mit David Berkman, Daiki Yasukagawa, Gene Jackson
- New York Standards Quartet: Power of 10 (Whirlwind, 2014), mit David Berkman, Michael Janisch, Gene Jackson
- New York Standards Quartet: Sleight of Hand (Whirlwind, 2016), mit David Berkman, Daiki Yasukagawa, Gene Jackson
- Time Being (Whirlwind, 2016), mit David Kikoski, Robert Hurst, Jeff Tain Watts[1]
- New York Standards Quartet: Heaven Steps to Seven (2018), mit David Berkman, Ugonna Okegwo, Gene Jackson